# Гербинське сільське поселення
Герби́нське сільське поселення (рос. Гербинское сельское поселение) — сільське поселення у складі Ульчського району Хабаровського краю Росії.
Адміністративний центр та єдиний населений пункт — селище Гербі.

## Населення
Населення сільського поселення становить 296 осіб (2019; 320 у 2010, 346 у 2002).